# N.W.A
N.W.A (förkortning för Niggaz Wit Attitudes) var en amerikansk hiphopgrupp från Los Angeles, Kalifornien. Gruppen är en av de första, mest betydande och mest kontroversiella artisterna inom genren gangstarap, och anses allmänt vara en av de största och mest inflytelserika grupperna inom hiphopmusiken.
Gruppen var aktiv från 1986 till 1991 och fick under åren mycket kritik på grund av sina texter, bland annat för misogyni och rasism, och för gruppens positiva attityd till droger och kriminalitet. Gruppen blev därefter förbjuden från flera amerikanska radiostationer, men trots detta har gruppen sålt över 10 miljoner exemplar endast i USA. På grund av gruppens egna erfarenheter av rasism, rasprofilering och polisbrutalitet var gruppen mycket inriktad inom politisk rap, vilket bland annat speglas i låten "Fuck tha Police" från albumet Straight Outta Compton.
Gruppen bestod vid starten 1986 av Ice Cube, Eazy-E, Dr. Dre samt Arabian Prince, och DJ Yella och MC Ren gick med senare. Arabian Prince lämnade gruppen innan debutalbumet Straight Outta Compton släpptes 1988, och Ice Cube lämnade gruppen i december 1989 efter finansiella problem med gruppens manager Jerry Heller. Debutalbumet Straight Outta Compton var starten på den nya gangstarap-eran och tacklade flera sociala och politiska problem. Gruppens andra studioalbum Niggaz4Life skulle bli det första hardcore rap-albumet att debutera på plats #1 på Billboard 200-listan.
Musiktidningen Rolling Stone rankade N.W.A på nummer 83 på sin lista över "The 100 Greatest Artists of All Time". 2016 blev gruppen invald i Rock and Roll Hall of Fame, efter tre tidigare nomineringar.

## Historia

### Gruppens bildande och tidiga år: 1986–1988

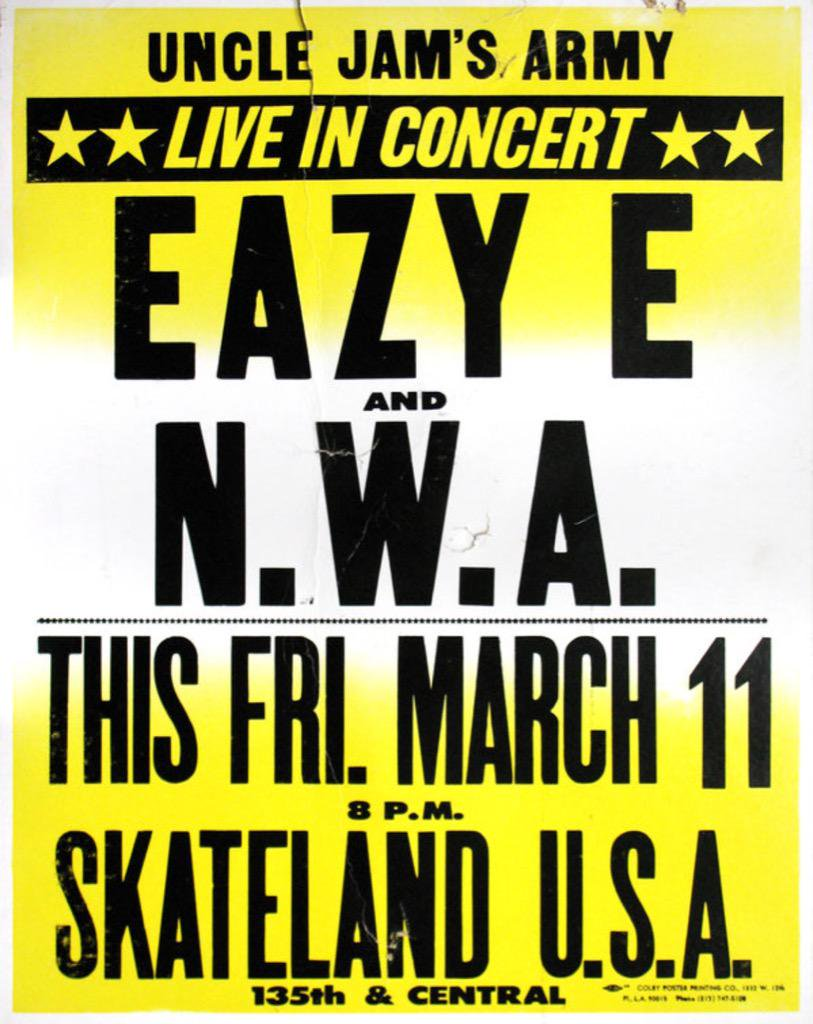
Affisch för N.W.A:s första konsert, vid Compton skating rink, 1988.

Gruppen bildades av Eric "Eazy-E" Wright 1986, som även medgrundade Ruthless Records tillsammans med Jerry Heller. Eazy-E träffade för första gången Dr. Dre genom musikproducenten Steve Yano, och N.W.A bestod först endast av Dr. Dre och Eazy-E. Tillsammans med producenten Arabian Prince, gick Ice Cube med i gruppen efter att han startat sin karriär i gruppen C.I.A.. Dr. Dre skulle senare lägga till DJ Yella, som även var med i World Class Wreckin' Cru tillsammans med Dr. Dre som discjockeys och producenter. Ruthless Records släppte singeln "Panic Zone" 1987 tillsammans med Macola Records, som senare skulle bli inkluderad på samlingsalbumet N.W.A. and the Posse. N.W.A var vid den här tiden fortfarande under utveckling, och var endast krediterad på tre av elva låtar på albumet, "Panic Zone", "8-Ball", och "Dopeman", vilket även markerade det första samarbetet mellan Arabian Prince, DJ Yella, Dr. Dre, och Ice Cube. Den mexikanska rapparen Krazy-Dee hjälpte till att skriva "Panic Zone", vilket egentligen kallades "Hispanic Zone". På albumet fanns även Eazy-E's solosång "Boyz-n-the-Hood".

## Medlemmar

### Tidigare medlemmar
- Ice Cube (1986–1989, 1998–2000)
- Dr. Dre (1986–1991, 1998–2000)
- Eazy-E (1986–1991)
- MC Ren (1988–1991, 1998–2000)
- DJ Yella (1986–1991, 1998–2000)
- Arabian Prince (1986–1988)

## Diskografi

### Studioalbum
- 1988 – Straight Outta Compton
- 1991 – Niggaz4Life

### Samlingsalbum
- 1987 – N.W.A. and the Posse

### EP-skivor
- 1990 – 100 Miles and Runnin'